# Captain Kate
Captain Kate è un cortometraggio muto del 1911 diretto da Francis Boggs e Otis Turner; il film fa parte della serie Captain Kate.

## Produzione
Il film fu prodotto dalla Selig Polyscope Company.

## Distribuzione
Distribuito anche con il titolo alternativo Captain Kate; or, The Animal Trainer's Daughter dalla General Film Company, il film - un cortometraggio in una bobina - uscì nelle sale cinematografiche statunitensi il 13 luglio 1911.
Copia della pellicola è conservata negli archivi della Library of Congress.